# Kärlekens kyrka
Kärlekens kyrka är en kyrkobyggnad i stadsdelen Kärleken i centralorten i Halmstads kommun. Den tillhör sedan 2016 Halmstads församling (tidigare S:t Nikolai församling) i Göteborgs stift.

## Kyrkobyggnaden
Kyrkan är arkitekten Johannes Olivegrens andra kyrkobyggnad och har sin utgångspunkt i dennes vinnande förslag i en idétävling för småkyrkor 1953. Den invigdes Annandag Påsk 1958 av biskop Bo Giertz. 
Fram till kyrkan leder en trappa och en gångväg i rött tegel från Slottsmöllans tegelbruk och byggnaden är uppförd av samma tegel, fast i en mörkare nyans. Fasaderna bryts upp av fönsterband i sidoskeppen och det finns även ett ljusinsläpp i kortaket, som ger effektbelysning åt den främre delen av kyrkorummet. Innertaket är av betsad furu och vilar på flera kraftiga träbalkar som bär upp sadeltaket, vilket är öppet till nock. Ljusare och mörkare ek har använts i inredning, predikstol, altare och dopfunt. Det röda teglet präglar såväl interiör som exteriör. Kyrkorummet är flexibelt med stolsinredning. 
Ett kyrkhem, förbundet genom en glasad gång med kyrkan, tillbyggdes 1986. Detta ersatte en tidigare församlingssal belägen i den bakre, lägre delen av kyrkorummet. Kyrkhemmet består av två stora samlingssalar, Kristinasalen och Petrussalen, en lokal för ungdomar och en för barnverksamhet samt kontorsrum.
Öster om kyrkan, invid vägen, står en klockstapel med en klocka gjuten av M & O Ohlsson i Ystad.

## Inventarier
- Altaret är byggt av rött tegel med en front av ekpanel och en altarskiva av kalksten från Ignaberga kalkgruva i Skåne.
- Altarprydnaden på väggen över altaret är en färgstark glasmosaik utförd av konstnären Ralph Bergholtz. Den framställer tre scener ur Kristi lidande.
- Dopfunten har cuppa i betongglas, som vilar på en rund ring av ek, vilken står på en fyrkantig sockel av rött tegel. Ringen av ek har inskriptionen: Han är den som döper i helig ande.
- Fönstren i österväggen är dekorerade av konstnären Ralph Bergholtz i samråd med kyrkans arkitekt. De framställer genom symboler och motiv det centrala i Johannesevangeliets budskap.
- Processionskors och ambo är tillverkade av möbelsnickaren Sven Hedberg 1997. Han har också tillverkat det lilla altaret 1999.
- Trärelief, Den Heliga Familjen är utförd 1988 av Peter Obertscheider.

### Orgel
- Kyrkans första mekaniska orgel byggdes 1958 av Hammarbergs Orgelbyggeri AB.

| Manual         | Pedal   |
| Trägedackt 8'  | Bihängd |
| Principal 4'   |         |
| Gedaktflöjt 4' |         |
| Kvintadena 2'  |         |
| Mixtur 2 chor  |         |

- År 1997 tillkom en orgeln utförd i ek av Kaliff & Löthman Instrumentbyggare med nio stämmor fördelade på två manualer.

## Bilder

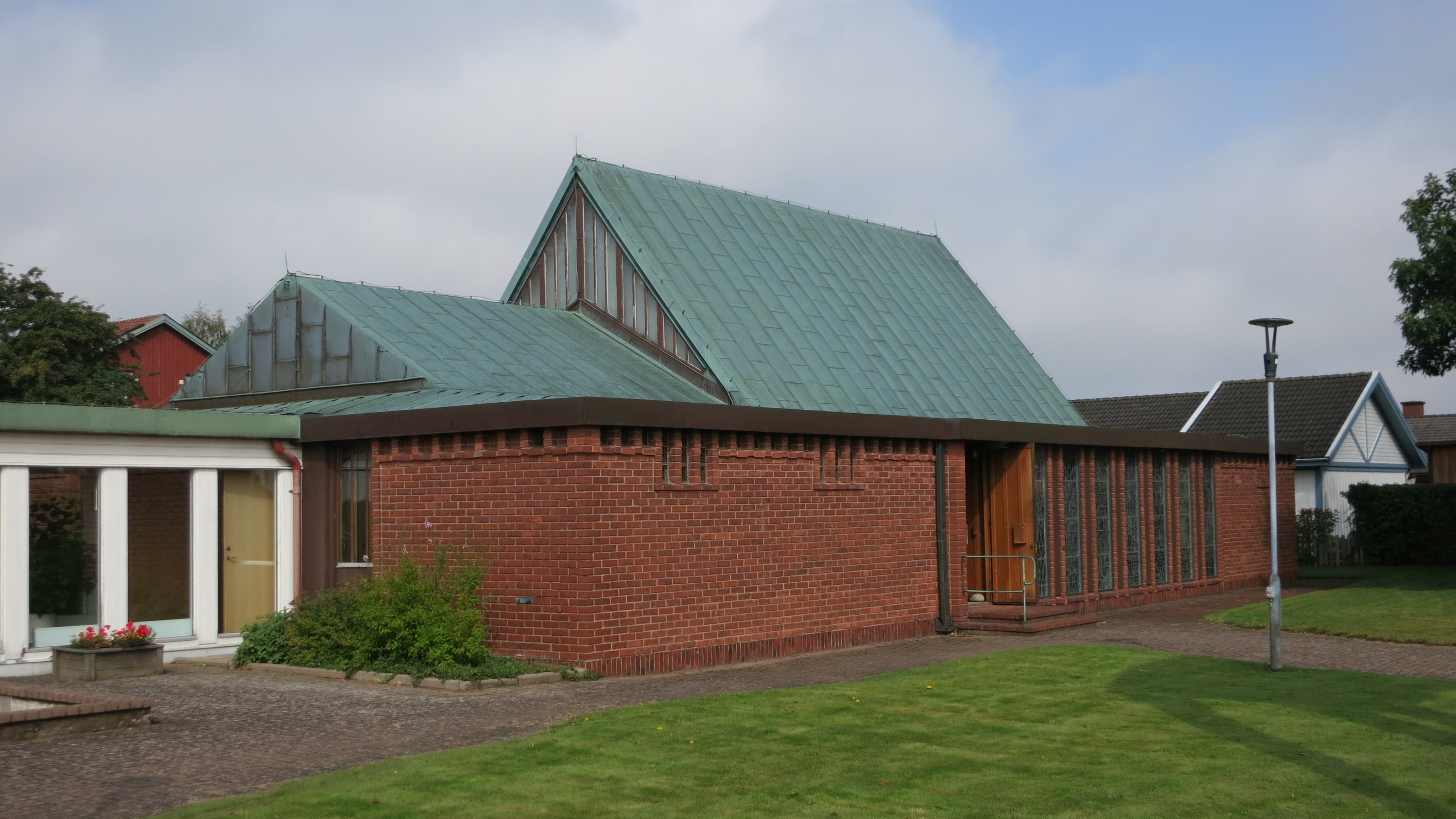
Kyrkan från öster
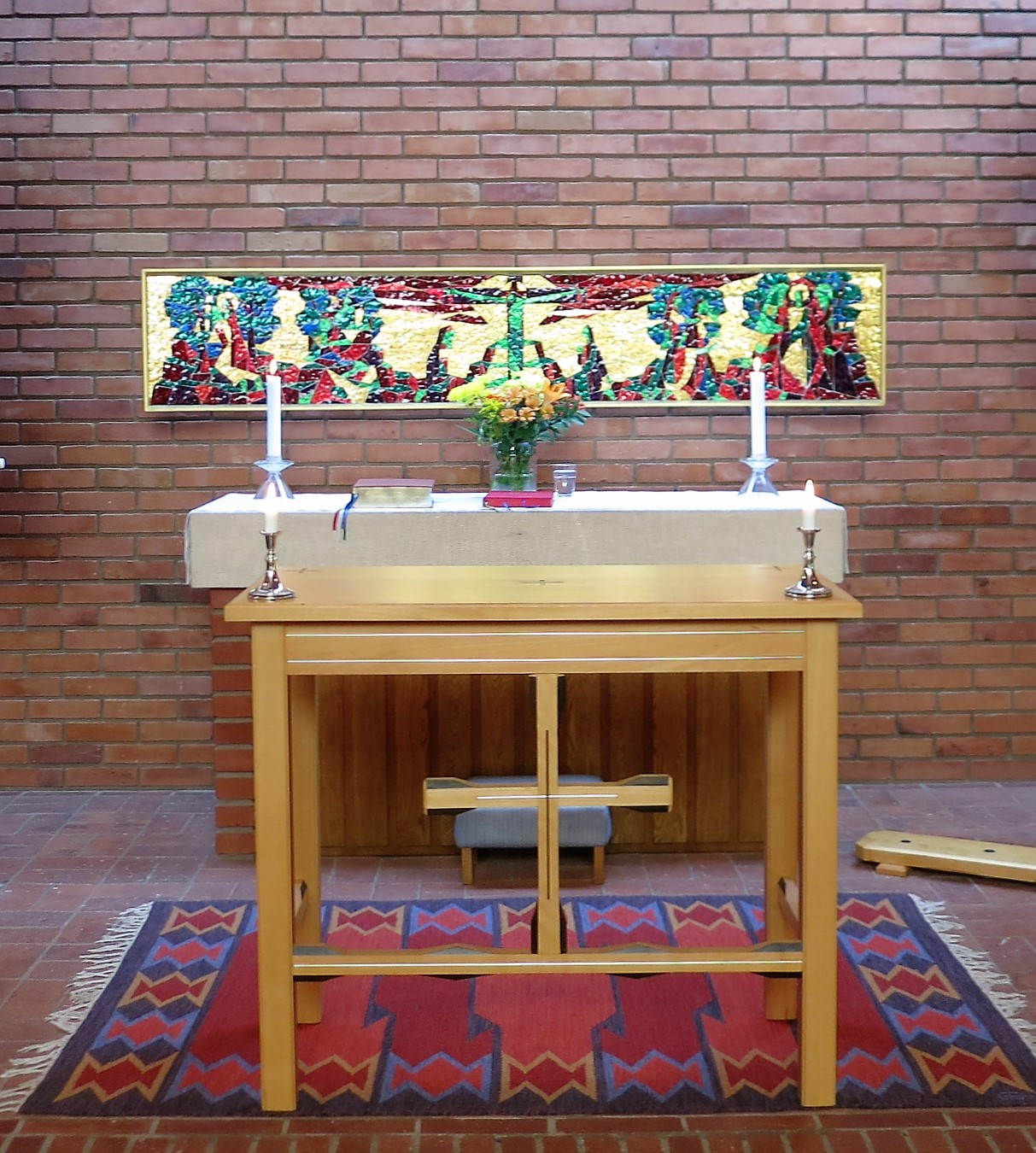
Altare och altarprydnad
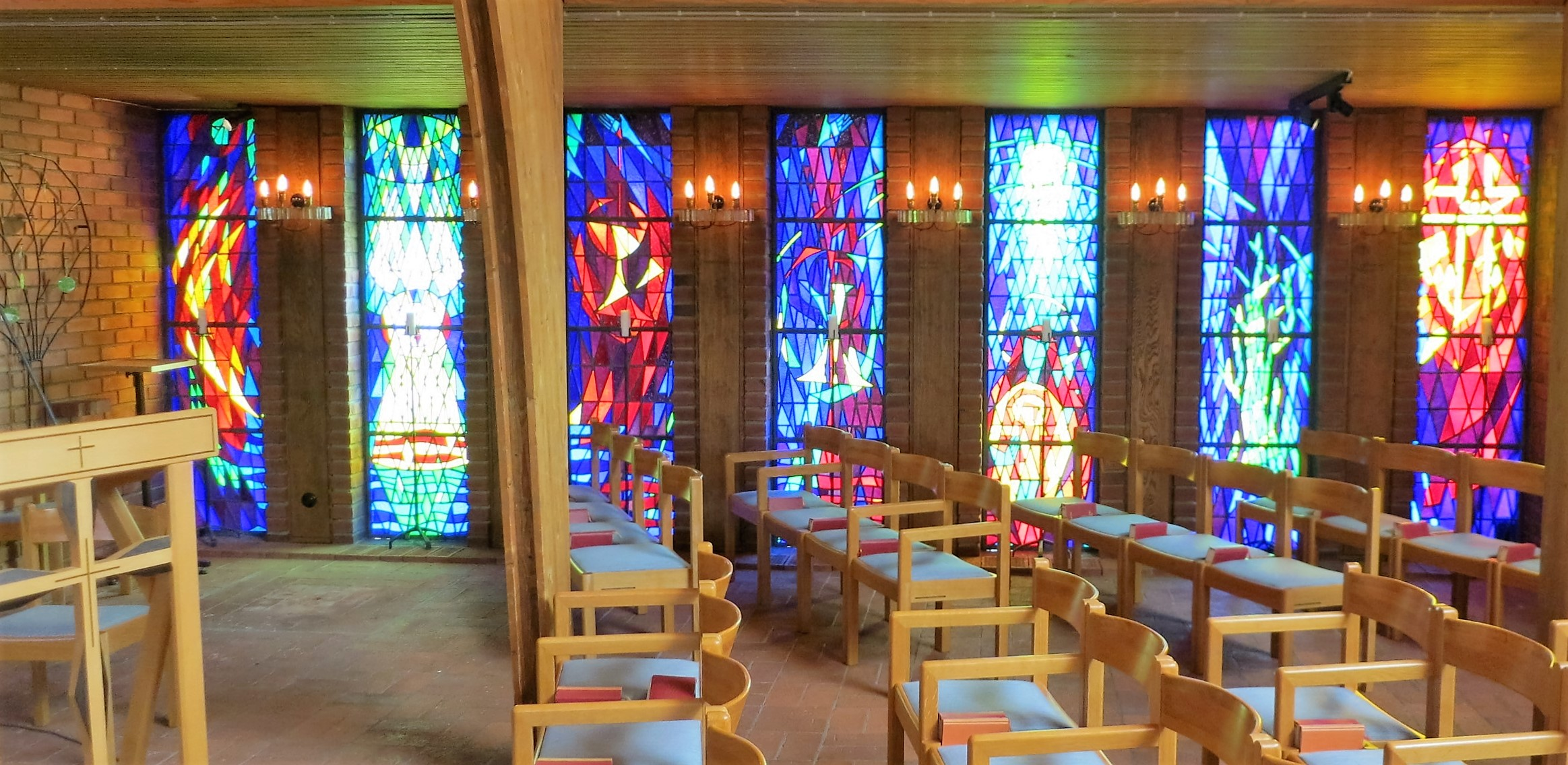
Fönster mot öster
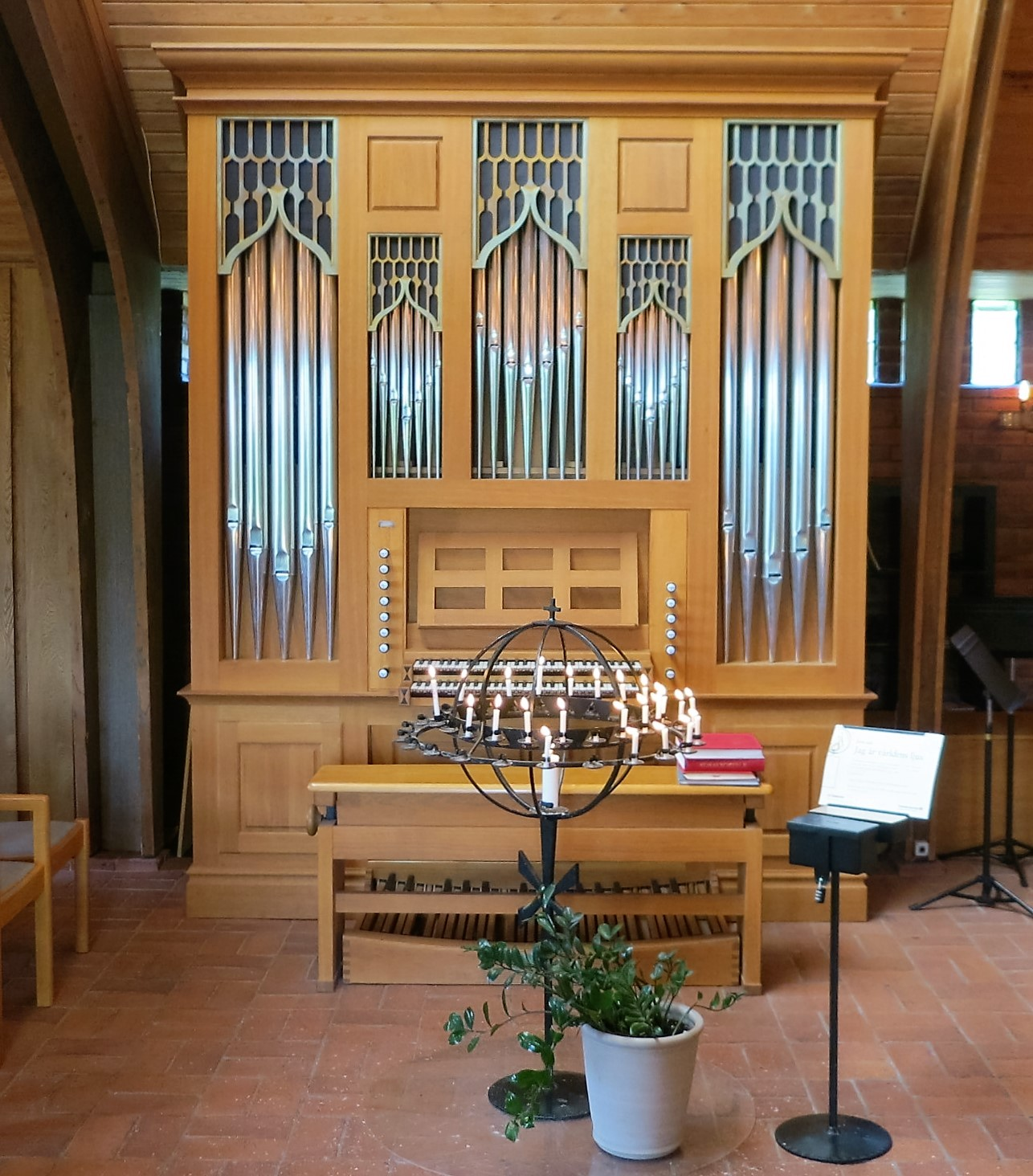
Orgeln från 1997
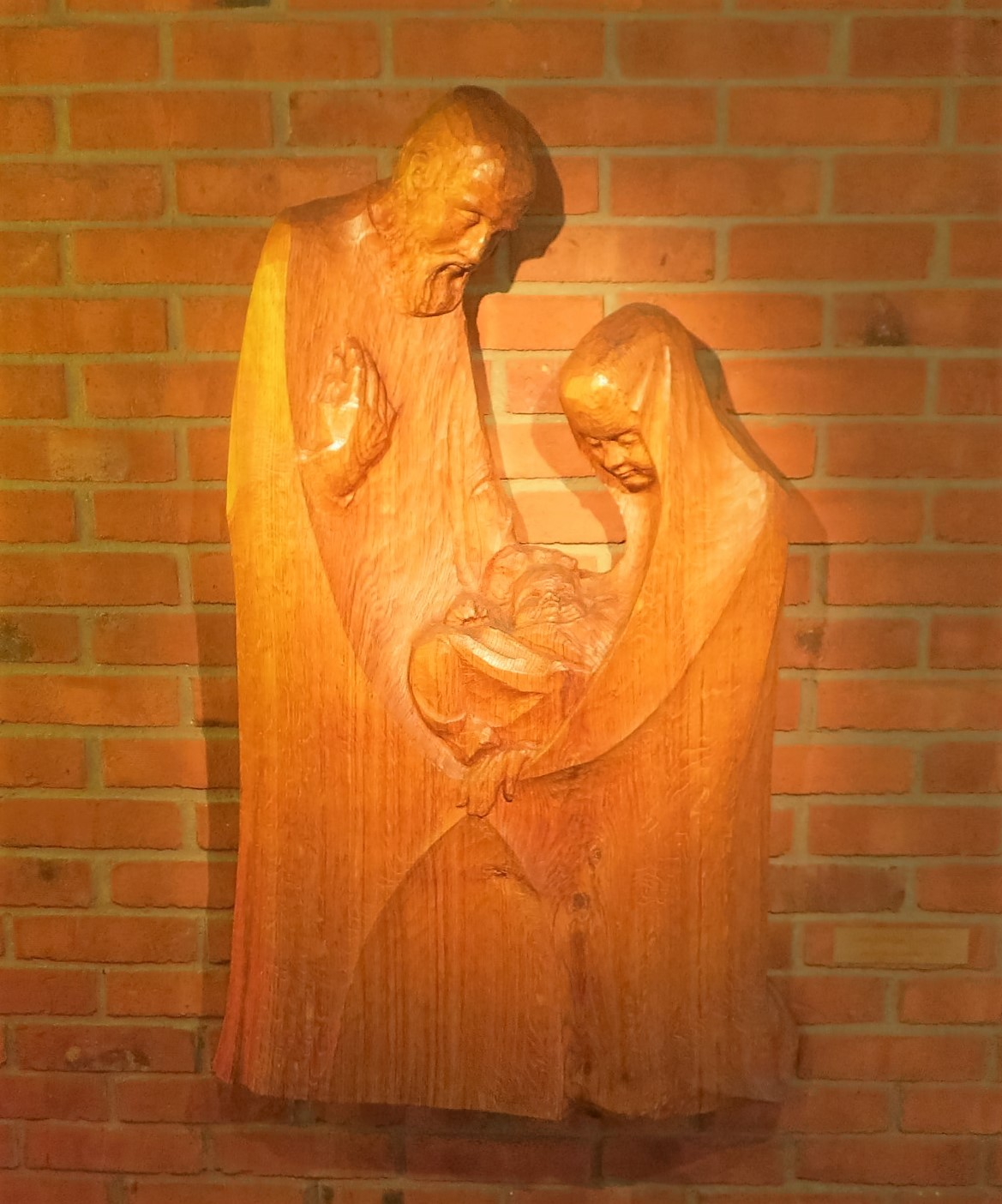
Den Heliga Familjen
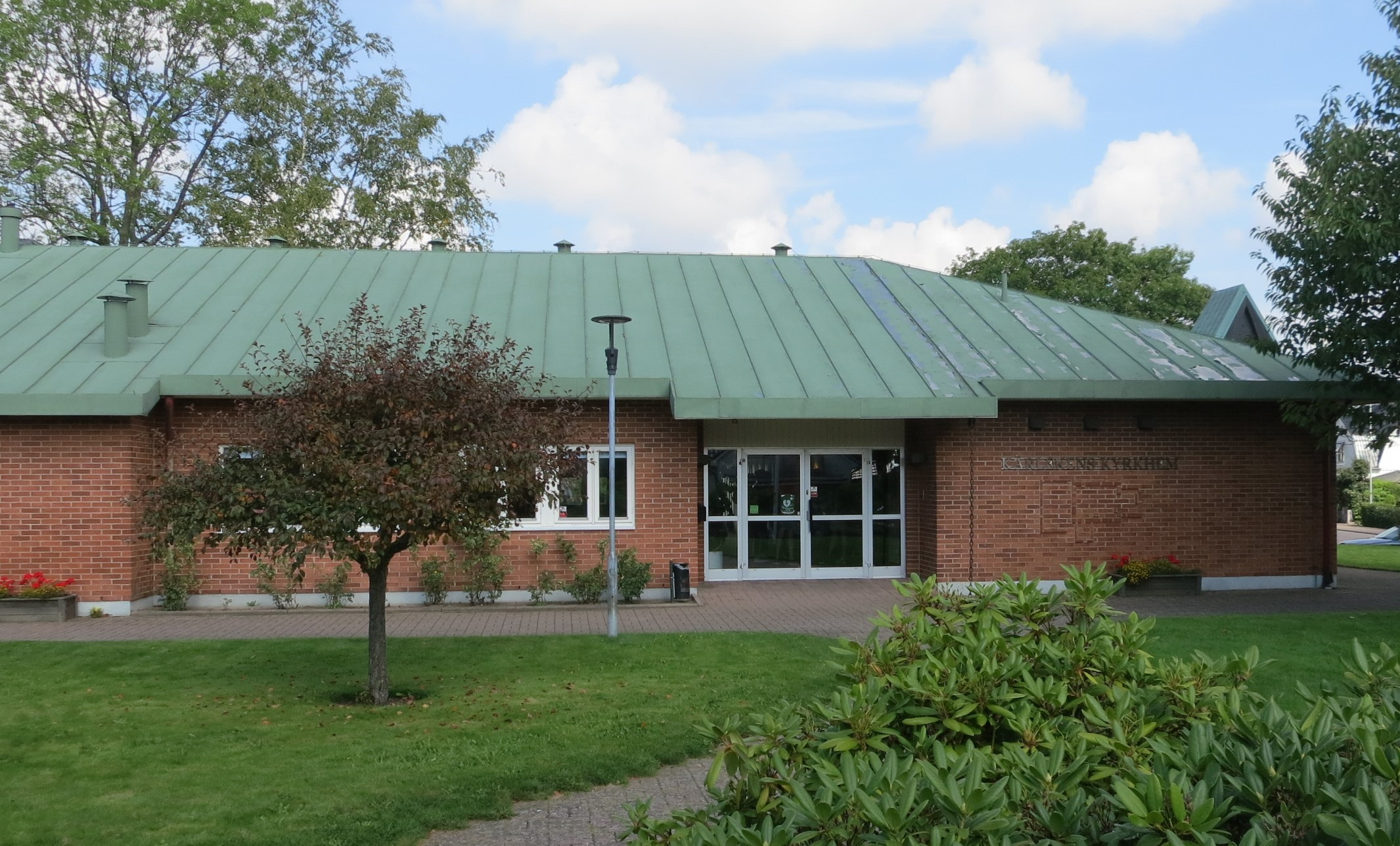
Kärlekens kyrkhem
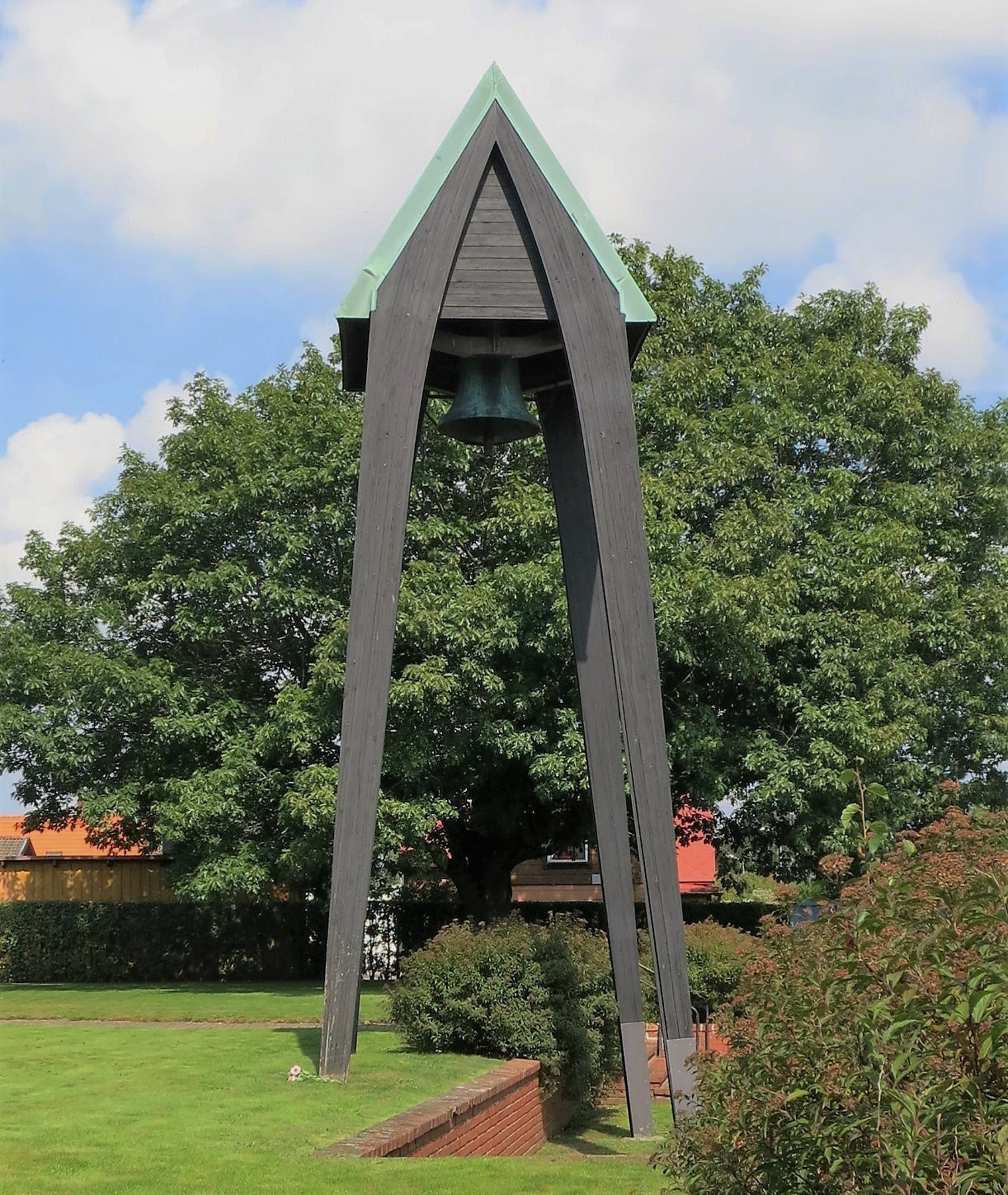
Klockstapel